# اچ‌ام‌اس بلانش (اچ۴۷)
اچ‌ام‌اس بلانش (اچ۴۷) (به انگلیسی: HMS Blanche (H47)) یک کشتی بود که طول آن ۳۲۳ فوت (۹۸٫۵ متر) بود. این کشتی در سال ۱۹۳۰ ساخته شد.